# كانيمي ويريورز
كانيمي ويريورز هو نادي كرة قدم في نيجيريا وهو نادي أساسي في نيجيريا. ويقع مقره في مدينة مايدوغوري في ولاية بورنو.